# Lenguas celtas continentales
El céltico continental o lenguas célticas continentales es al subgrupo geográfico (posiblemente no un grupo filogenético válido) de las lenguas célticas que se hablaron en el área continental de Europa durante la Edad del Hierro, y comprende las pocas lenguas o dialectos célticos de los que se conservan evidencias textual, siendo estas en su mayor parte inscripciones, toponímicos, nombres de tribus y patronímicos que se datan en un período de casi mil años (desde el 500 a. C. hasta el 500 d. C.). No hay respuestas concluyentes en lo referente al corpus léxico y a su evolución, ya que, debido a las escasas fuentes, casi siempre fragmentarias, no se puede establecer una clasificación concreta ni diferencias entre ellas.
Las lenguas célticas continentales son:
- Lenguas hispano-célticas
  - El celtíbero, celtibérico o hispano-celta oriental, en la antigua Celtiberia (en la actual España).
  - El galaico, o hispano-celta noroccidental, hablado antiguamente en el noroeste de la península ibérica (noroeste de España y norte de Portugal).[1][2]
  - En que caso de confirmarse la filiación céltica del lusitano, asunto aún en discusión, este también quedaría englobado en este subgrupo.
- Lenguas galo-célticas
  - El galo, en la antigua Galia (actuales Francia y Bélgica).
  - El gálata, de gran similitud  con el galo según San Jerómino, en Galatia en Anatolia (actual Turquía).
  - El nórico, hablado por la tribu nórica en tierras de las actuales Austria y Baviera e igualmente cercano al galo.
- El lepóntico, en la antigua Galia Cisalpina (la zona alpina entre las actuales Italia y Suiza), considerado muchas veces como un dialecto del galo.

De las lenguas célticas habladas en otras zonas de Europa habitadas por pueblos celtas, como el norte de España o la península balcánica no se tienen testimonios históricos ni epigráficos, si bien se baraja que las lenguas célticas habladas desde la Galia a través de Iliria hasta Turquía serían lenguas cercanas al galo. Las ya enumeradas son las únicas lenguas célticas continentales de las que nos ha llegado testimonio, pero se da por casi seguro que debieron existir más lenguas que hoy en día desconocemos.
El momento en que estas lenguas se convirtieron en lenguas muertas es incierto, sin conocerse con claridad el instante en que esto aconteció en cada región, si bien se da por hecho que en el siglo VII d. C. ya habían desaparecido prácticamente del panorama europeo. Es muy probable que hubiera períodos de bilingüismo, y que posteriormente éstas dejaran de usarse, manteniendo sin embargo un pequeño sustrato en la lengua de sustitución.